# Emissivitat

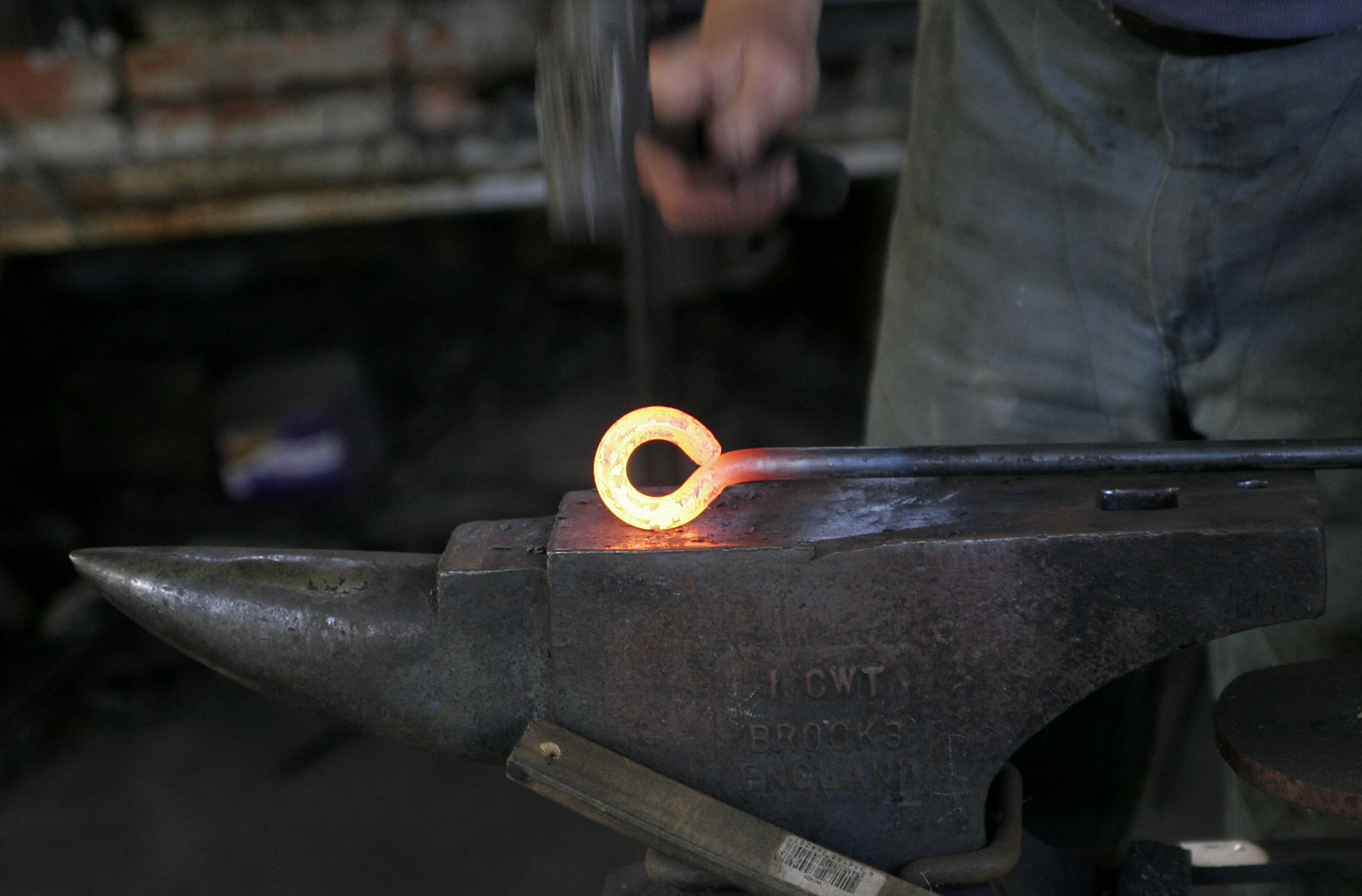
Els ferrers treballen el ferro a altes temperatures i emet una radiació tèrmica clarament visible.

L'emissivitat (e) d'un cos és el quocient entre l'energia radiada per aquest cos a una certa temperatura T i l'energia radiada per un cos negre a la mateixa temperatura T. Constitueix una mesura de la capacitat del cos d'absorbir i radiar energia. Òbviament un cos negre perfecte té e = 1, mentre que qualsevol altre cos té e < 1.
L'emissivitat depèn de factors com la temperatura, l'angle d'emissió i la longitud d'ona. Tot i així, en certes aplicacions es pot assumir que l'emissivitat no depèn de la longitud d'ona (suposició coneguda com del cos gris).